# Манзанола (Колорадо)
Манзанола (англ. Manzanola) — місто (англ. town) в США, в окрузі Отеро штату Колорадо. Населення — 341 особа (2020).

## Географія
Манзанола розташована за координатами 38°6′32″ пн. ш. 103°52′0″ зх. д. / 38.10889° пн. ш. 103.86667° зх. д. (38.108825, -103.866778).  За даними Бюро перепису населення США в 2010 році місто мало площу 0,72 км², уся площа — суходіл.

## Демографія
Згідно з переписом 2010 року, у місті мешкали 434 особи в 163 домогосподарствах у складі 120 родин. Густота населення становила 606 осіб/км².  Було 198 помешкань (277/км²).
Расовий склад населення:
| - 74,0 % — білих - 2,1 % — корінних американців - 0,7 % — чорних або афроамериканців - 0,5 % — азіатів - 18,7 % — осіб інших рас |

До двох чи більше рас належало 4,1 %. Частка іспаномовних становила 46,1 % від усіх жителів.
За віковим діапазоном населення розподілялося таким чином: 30,2 % — особи молодші 18 років, 51,1 % — особи у віці 18—64 років, 18,7 % — особи у віці 65 років та старші. Медіана віку мешканця становила 37,0 року. На 100 осіб жіночої статі у місті припадало 93,8 чоловіків;  на 100 жінок у віці від 18 років та старших — 88,2 чоловіків також старших 18 років.
Середній дохід на одне домашнє господарство  становив 34 509 доларів США (медіана — 29 844), а середній дохід на одну сім'ю — 42 843 долари (медіана — 39 750). За межею бідності перебувало 24,9 % осіб, у тому числі 30,4 % дітей у віці до 18 років та 12,5 % осіб у віці 65 років та старших.
Цивільне працевлаштоване населення становило 142 особи. Основні галузі зайнятості: освіта, охорона здоров'я та соціальна допомога — 41,5 %, роздрібна торгівля — 20,4 %, публічна адміністрація — 12,0 %, сільське господарство, лісництво, риболовля — 9,2 %.